# 馬泰莫島
馬泰莫島（Matemo）是東非國家莫桑比克的島嶼，屬於基林巴群島的一部分，位於伊博島東北方，距離彭巴約100公里，由德爾加杜角省負責管轄，面積24平方公里。

## 外部連結
- Matemo Resort （页面存档备份，存于）

12°13′59″S 40°35′46″E / 12.233°S 40.596°E